# Héctor de Bourgoing
Héctor Adolfo de Bourgoing (Posadas, 23 de julho de 1934 - Bordeaux, 24 de janeiro de 1993) foi um futebolista franco-argentino. Ele defendeu tanto sua seleção natal, quanto a Francesa.

## Carreira
Logo depois de completar seus estudos (seu pai era um diplomata francês), De Bourgoing iniciou sua carreira futebolistica aos dezoito anos, no modesto Tigre. Descrito como habilidoso e bastante veloz, chegou à seleção argentina em 1956, em amistoso contra o Uruguai. Um ano depois, se transferindo para o River Plate. Ficou apenas uma temporada no River, voltando logo em seguida ao Tigre, onde permaneceu por mais uma temporada.
Durante sua passagem pelos Millonarios, onde seria campeão nacional em 1957, integrou naquele mesmo ano o elenco argentino campeão sul-americano, mas na reserva. Nem na Albiceleste e nem no River ele conseguiu tanto sucesso: o último de seus cinco jogos pela Argentina ocorreu em maio, enquanto o River o devolveu ao Tigre depois de uma temporada.
Apesar de não demonstrar seu bom futebol na seleção, acabou chamando a atenção de Gabriel Hanot. Sendo observado durante algum tempo, foi, em agosto de 1959, contratado pelo Nice, da França. No clube francês, durante sua segunda temporada, terminou em quinto como maior artilheiro na temporada (com vinte gols), apesar de 6 de abril até 31 de dezembro de 1961, ter ficado suspenso, por conta de uma confusão em uma partida pela Copa da França.
Após o fim da suspensão, e voltando com seu futebol de alto nível, De Bourgoing, possuindo dupla cidadania, foi chamado pelo então treinador da seleção francesa, Georges Verriest, para um amistoso contra a Polônia, em 11 de abril de 1962. Antes disso, ele já havia sido convocado pelos Bleus (em dezembro de 1960) para a seleção francesa, mas acabou sendo proibido, pois já tinha defendido a Argentina, e segundo as leis da época, ele só poderia ser convocado após três anos desde sua última convocação e, jogar no minímo três anos no país.
Apesar de todo esforço em ter De Bourgoing na seleção, ele acabou participando de apenas três partidas, e marcando dois gols. Também chegou a fazer parte da seleção na Copa do Mundo de 1966, onde acabou sendo reserva, disputando apenas uma partida (das três da França), marcando ainda um gol de pênalti contra o Uruguai, mas a seleção francesa acabou sendo derrotada por 2 a 1.
Devido ao seu alto futebol apresentado no Nice, durante suas quatro temporadas em que permaneceu, acabou se transferindo em 1963 para o Bordeaux, onde permaneceu por mais quatro temporadas, continuando a mostrar seu futebol de alto nível. Devido a idade, acabou indo para o Racing Paris, onde se aposentou aos trinta e cinco anos.
Radicado na terra de seus pais, faleceu em Bordeaux, vítima de câncer.

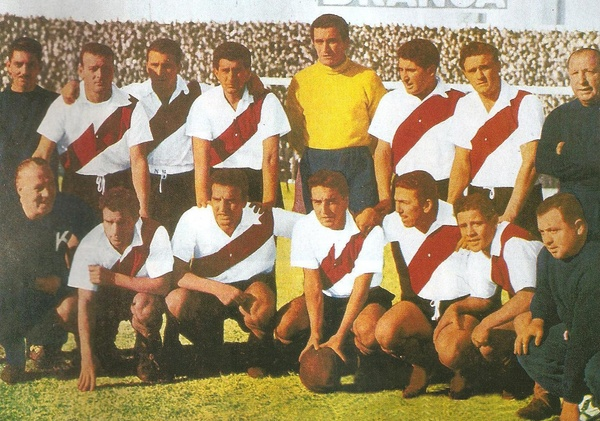
O River Plate campeão argentino de 1957. De Bourgoing é o primeiro jogador agachado, da esquerda para a direita.